# Приказные люди
Приказны́е лю́ди — в Русском государстве в XVI—XVII веках служилые чины, в которые набирались неродовитые люди для исполнения приказной службы.
В военном отношении приказными людьми были чины среднего звена командования, также из служилых людей, набранных в войско по прибору (стрелецкие и казацкие сотники, пятидесятники).

## Происхождение и история
Приказные люди, как название, наиболее часто применялось по отношению к гражданским служащим, которым усвоилось два чина:
- Дьяки
- Подьячие

Они занимали промежуточное положение между двух чинов: набранных «по отечеству» и «по прибору». Со служилыми людьми приказных роднили общность происхождения и наследственный характер приказной службы, с приборными людьми они совпадали необязательностью наследования своими детьми их служебных обязанностей, а также возможностью проникновения в эти чины представителей других сословий. Иерархия служилых чинов приказных людей сложилась в XVII веке, она почти совпадала с иерархией чинов остального служилого населения. Как на составную часть служилого сословия, на приказных людей распространялись все права и привилегии этого сословия.
В течение XVII века делались попытки обременить службу приказных людей несением военных обязанностей. В 1646 году по царскому указу была проведена проверка боеспособности служилого состава подьячих московских приказов. По новым порядкам строго каралось отсутствие у подьячего оружия и воинского снаряжения, положенного по чину дворянину кавалеристу. Однако вооружение подьячего могло соответствовать его окладу.
Во второй половине XVII века предпринимались попытки образования воинского подразделения, специальной «приказной чети» из московских подьячих. Однако в военных действиях приказные люди до начала XVIII века так и не участвовали.
Бывали случаи, когда во время разборов подьячие исключались из штатов Приказов и переписывались в полки.
Приказные люди больше, чем другие податные сословия испытывали государственные поборы на военные нужды (чрезвычайные налоги, сбор даточных людей и др.)

## Структура службы
Дьяки представляли собой более привилегированную и менее многочисленную группу приказных людей. Иерархия дьячества выстраивалась следующим образом (от высшего к низшему чинам):
- Думные дьяки
- Приказные дьяки
- Дьяки приказных изб

Более сложной была структура службы подьячих, которых было две группы:
- Подьячие московских приказов
- Подьячие приказных изб (местные)

Приказные подьячие делились по служебным рангам на старших, средних и молодших, каждому из которых соответствовала своя статья (первая — высшая), в каждой из которых соблюдалась строгая иерархия старшинства.
Местные подьячие делились также в строгой иерархической последовательности:
- Подьячие с приписью
- Подьячие со справой
- Старшие подьячие
- Подьячие средней статьи
- Младшие подьячие

На продвижение по службе в приказных людях не влияла родовитость, которая была важна у служилых людей. Основным принципом карьерного роста приказных людей от самых низших чинов до думных дьяков были личные качества и деловой опыт.

## Характер службы
Основные обязанности приказных людей сводилась к ведению делопроизводства в учреждениях. Также они были задействованы для выполнения различных дипломатических, полицейских и других поручений.
Одним из видов приказной службы было ведение переписи полковых воевод в период военных действий.
Основная черта службы приказных людей — её непрерывность. Приказным людям необходимо было находиться в Приказе все будние дни, исключая, конечно, церковные праздники. Царские указы регламентировали продолжительность и время работы в Приказе. Отличие от военной службы приказной было в том, что служилым приказным людям приходилось участвовать в государственных поручениях все время, не зависимо от того, ведутся военные действия или нет.
Изменить место или характер служения приказные люди не могли по собственному желанию. Самовольное оставление службы рассматривалось как побег и дело об этом передавалось в сыск, где организовывалось следствие. Служилый человек мог уйти на покой по утверждению высших лиц. Причем, это могло носить как форму наказания (сопровождалось ссылкой или переводом в низшую социальную категорию), так и поощрения (с переводом в более высокий служебный ранг. Другим способом прекращения служебных обязанностей приказным человеком могла быть лишь естественная причина: старость или смерть.
Зачисление в приказную должность освобождало человека от участия в тягловых сборах. Особенно твердо этого держались в отношении дьяков и московских подьячих. Провинциальных подьячих, корни которых, как правило, шли из посадского мира, часто приравнивали к служилым людям, тем самым освобождая их от посадского тягла. Они также были освобождены от крестьянского тягла, так как приказным людям были положены уездные земли на основе поместного права.

## Привилегии и оклады
Приказным людям выплачивалось жалование разных видов:
- Поместный оклад
- Денежное жалование
- Натуральное жалование
- Вотчинные пожалования

Размеры и содержание этого жалования были очень разными и регламентировались только по месту, занимаемому служилым человеком на иерархической лестнице внутри каждой приказной группы.
Размеры среднего оклада зависели от разряда приказного человека, однако ему могли быть положены и индивидуальные вознаграждения за определенные заслуги.
Поместными окладами определялось место приказного человека в государственном землевладельческом укладе. Размер поместного оклада мог быть от 200 до 1000 четвертей в одном поле, в зависимости от разряда приказной службы. Дьякам были положены самые большие земельные наделы: оклад думных дьяков был равен окладу окольничьих; приказные дьяки получали в размер стольничих и стряпчих (600—800 четвертей).
Подьячие получали значительно меньше. Была сильная разница в оплате и среди разных степеней подьячих. В среднем их оклад колебался от 200 до 500 четвертей, что соответствовало поместным окладам московских дворян и городовых детей боярских.
Вотчинное жалование получали подьячие некоторых Приказов (в основном Разрядного и Посольского).